# مواسير (لاعب كرة قدم)
مواسير (بالبرتغالية: Moacir Costa da Silva‏) هو لاعب كرة قدم برازيلي في مركز ظهير ‏، ولد في 14 فبراير 1986 في ريسيفي في البرازيل. لعب مع النادي الرياضي المركزي وسبورت ريسيفي ونادي بارانا ونادي فورتاليزا ونادي كوريتيبا ونادي كورينثيانز.

## وصلات خارجية
- مواسير (لاعب كرة قدم) على موقع قاعدة بيانات كرة القدم.إي يو (الإنجليزية)
- مواسير (لاعب كرة قدم) على موقع Soccerway.com (الإنجليزية)